# حزب هالدور
حزب هالدور (بالصومالية: Xisbiga Qaransoor)‏ هو حزب سياسي صومالي يدعم الرئيس الحالي محمد عبد الله محمد. وهو يدعم تقوية الحكومة الصومالية وتطوير سياسات بناءة. في عام 2019 تم تسجيله كحزب سياسي.  

## روابط خارجية
- صفحة الفيسبوك